# Psammetikus I
Psammetikus I eller Psamtik I var en egyptisk farao i 26:e dynastin som regerade mellan 664 f.Kr. och 610 f.Kr.
Psamtik var son till Necho I och efterträdde honom som assyrisk vasallkung över Egypten. När kung Gyges i Lydien gjorde uppror mot den assyriske kungen Assurbanipal drog Psamtik nytta av situationen och lyckades 663 f.Kr. med hjälp av kariska och joniska legosoldater fördriva de assyriska besättningstrupperna ur Egypten och så småningom återförena hela landet under sin spira.
Psamtik efterträddes av sin son Necho II.